# Francis (filmreeks)
Rond Francis, de sprekende muilezel, werden in de jaren vijftig van de twintigste eeuw zeven films gemaakt. Francis was een creatie van schrijver David Stern die voorkwam in zijn roman Francis (1946). Universal Studios kocht de rechten van Stern en gaf hem de opdracht het scenario te schrijven. Na het succes van de eerste film volgden nog zes vervolgfilms. Acteur Chill Wills leende zijn stem aan Francis, al werd dat niet vermeld op de begin- en aftiteling van de films. Regisseur Arthur Lubin deed de regie tot en met Francis in the Navy en Donald O'Connor speelde de rol van Peter Stirling, het maatje van Francis.

## Verhaal
Francis is een veteraan in het Amerikaanse leger en maakt deel uit van het 123 Mule Detachment. Hij heeft zelfs een legernummer, M52519. Niemand weet dat Francis kan spreken, want dat doet de muilezel alleen met zijn maatje, de slome soldaat Peter Sterling. In de films draait het verhaal meestal om vaak geheime informatie die Francis te horen krijgt. Aangezien niemand een muilezel wantrouwt kan het dier veel ongemerkt opvangen en doorgeven aan zijn maatje Sterling. Zo weet Sterling plotseling bijvoorbeeld veel over de strategie van bepaalde generaals en groeit zo boven zichzelf uit. Als de zaak uit de hand loopt, moet Sterling toegeven dat hij zijn informatie van een muilezel krijgt. Niemand gelooft hem totdat Francis zelf voor een grotere groep begint te praten. In de tussentijd is Sterling dan al vaak opgenomen voor psychiatrisch onderzoek. De meeste films in de reeks hebben het leger als achtergrond maar er worden ook uitstapjes gemaakt naar de wereld van de racebaan of de journalistiek.

## Films
De eerste zes films werden gemaakt door Arthur Lubin met Donald O'Connor in de rol van Peter Sterling. Chill Wills sprak de stem van Francis in. De laatste Francisfilm, Francis in the Haunted House  vormt echter een vreemde eend in de bijt. Mickey Rooney verving Donald O'Connor, terwijl Charles Lamount de regie overnam van Arthur Lubin. De stem van Francis werd ingesproken door Paul Frees.
Het werd de minst succesvolle film uit de serie.
- Francis (1950) (ook bekend als Francis the Talking Mule)
- Francis Goes to the Races (1951)
- Francis Goes to West Point (1952)
- Francis Covers the Big Town (1953)
- Francis Joins the WACS (1954)
- Francis in the Navy (1955)
- Francis in the Haunted House (1956)

## Personages

### Francis
Hoewel Donald O'Connor in zijn rol van Peter Sterling boven aan de affiches stond, was Francis de grote ster van de films. Op zeker ogenblik kreeg de muilezel meer fanmail dan Donald O'Connor. De rol van Francis werd gespeeld door de muilezel Molly die 350 dollar kreeg voor haar rol. Dat een vrouwelijke muilezel de rol speelde was omdat Molly beter te hanteren was dan haar mannelijke soortgenoten. Milly werd getraind door Les Hilton, een dierentrainer die later ook Bamboo Harvester zou trainen in diens rol als Mr. Ed, het sprekende paard. Als Molly in haar rol als Francis moest praten legde Hilton een draad in haar bek. Als hij aan de draad trok probeerde Molly het ding weg te duwen met haar lippen. Dit gaf het effect dat het dier sprak. De stem van Francis werd ingesproken door Chill Wills, een veteraan in het acteerwerk met een zware, ruwe stem die Francis liet spreken met een cynisch en sardonisch stemgeluid. Wills kreeg geen vermelding van zijn bijdrage in de begin- en aftiteling van de films. In Francis Joins the WACS is hij te zien als generaal Ben Kaye.

### Peter Sterling
Tweede luitenant Peter Sterling ontmoet Francis in Birma, waar het dier zijn leven redt. Het begin van een lange vriendschap. Sterling is niet erg slim en raakt voortdurend in de problemen als hij onthult dat zijn muildier kan praten. Regelmatig verblijft hij om die reden in een psychiatrische inrichting totdat Francis ook aan anderen onthult dat hij kan praten. Hoewel de filmreeks met Francis zeer succesvol bleek, was Donald O'Connor, die de rol van Peter Sterling speelde, niet altijd zo gelukkig met de films. Als gevolg van een ziekte die hij opdeed op de set van Francis kon hij niet naast Bing Crosby in White Christmas spelen. Het strakke filmschema van de reeks verhinderde meer optredens van O'Connor in andere films en na zes Francesfilms was hij zijn rol naast de muilezel meer dan zat. Vooral toen bleek dat Francis meer fanmail kreeg dan hij was de maat vol en stapte O'Connor uit de reeks.